# Annals fuldenses
Els Annales fuldenses és una crònica medieval que abasta el període entre els darrers anys del regne franc unit sota Lluís I el Pietós (mort el 840) fins al final del govern carolingi a l'est de França amb l'ascensió de Lluís IV d'Alemanya, el 900. La crònica, iniciada per Einhard i continuada per Rudolf de Fulda, constitueix una valuosa contribució a la història general de l'època. Al llarg d'aquest període, hi ha un registre contemporani sobre els esdeveniments que descriuen i una font primària per a la historiografia carolíngia.
Els Annals foren compostos a l'abadia de Fulda, a Francònia. Una nota al peu en un manuscrit demostra que el 838 foren compostos per Einhard. Tanmateix, s'ha argumentat convincentment que això només podria haver estat d'un copista colofó que havia entrat de forma abusiva en la tradició manuscrita, una mena d'accident que estava lluny de ser poc comú en l'escrfiptura de l'edat mitjana. Fos com fos, un segon conjunt de notes sobre bases més sòlides atribueix els annals anteriors del 864 a Rudolf de Fulda, el manuscrit del qual, tot i que no es conserva, es menciona en fonts independents i ha deixat empremtes en la tradició. Alguns erudits creuen que tota l'obra es compilà per primer cop junta per un compilador desconegut només als anys 870. També s'ha suggerit que foren continuats després del 864 per Meinhard, però molt poc se sap d'aquest continuador de l'obra de Rudolf. Tanmateix, ja després del 863 dels tres o dos grups de manuscrits dels Annals en diferents versions que se superposen, continuaren l'obra de Rudolf al 882 i 896.